# St-Vincent-de-Paul (Marseille)

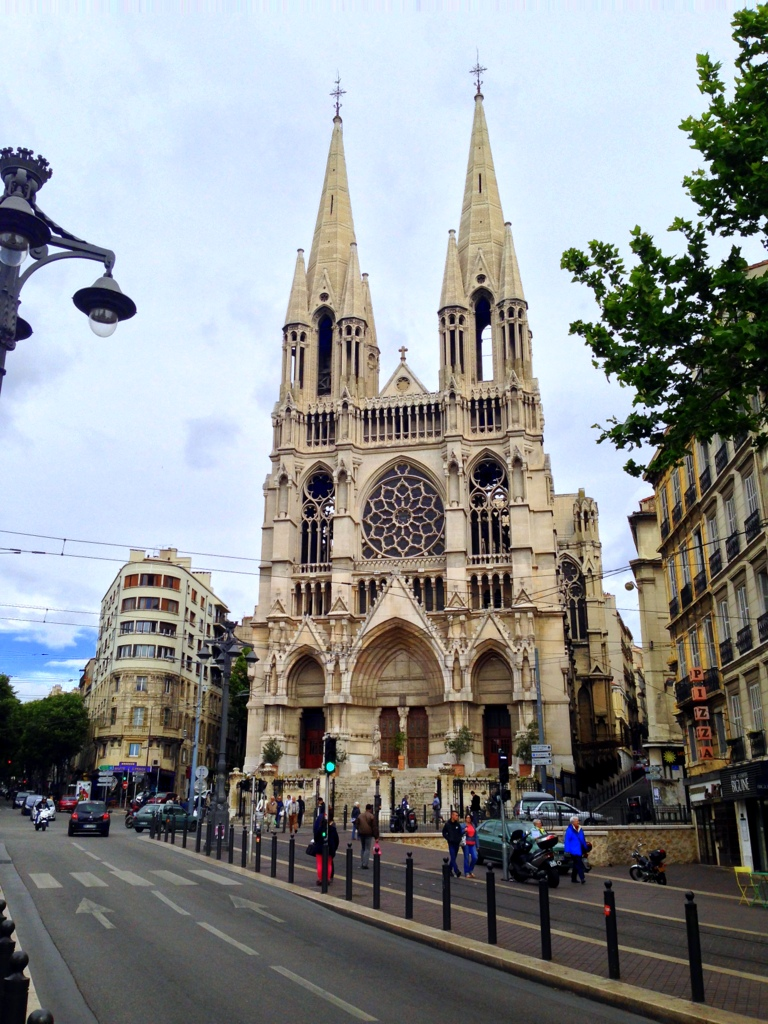
St-Vincent-de-Paul (Marseille)

Die Kirche St-Vincent-de-Paul (auch: Église des Réformés) ist eine römisch-katholische Kirche in der südfranzösischen Stadt Marseille. Das Gebäude steht seit 2015 als Monument historique unter Denkmalschutz.

## Lage und Patrozinium
Die Kirche befindet sich im 1. Arrondissement am oberen Ende der berühmten Straße Canebière, im Viertel Thiers. Sie ist zu Ehren des heiligen Vinzenz von Paul geweiht. Sie wird von der Gemeinschaft Emmanuel betreut. Der Name Église des Réformés geht auf die reformierten Augustiner zurück, die zuvor am Ort eine Kapelle besaßen.

## Geschichte

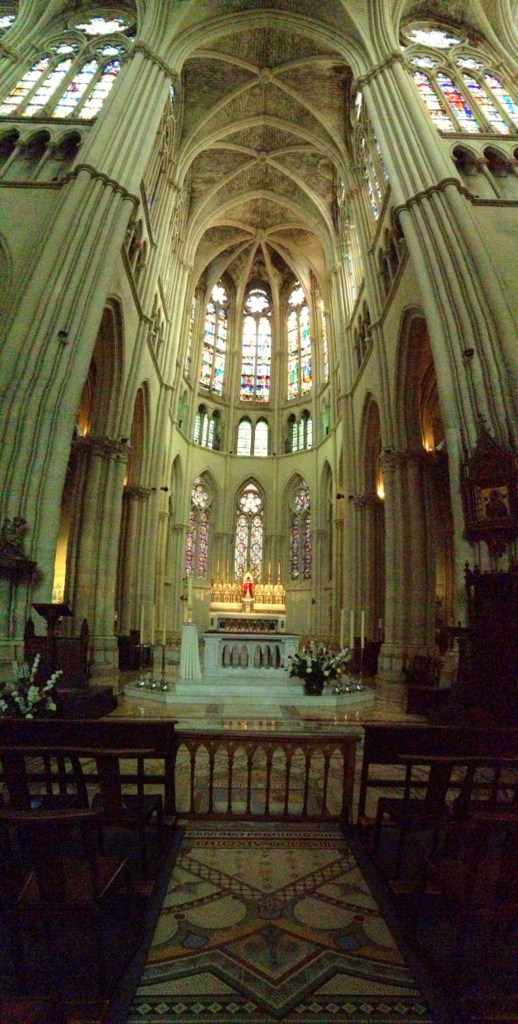
St-Vincent-de-Paul (Marseille)

Der 1852 noch unter Bischof Eugen von Mazenod begonnene neugotische Kirchenbau wurde 1886 fertiggestellt und 1888 feierlich eingeweiht. Die Kirche ist 63 Meter lang und 30 Meter breit. Die Fassadenhöhe beträgt 60 Meter, die Höhe der beiden Spitztürme 70 Meter und die innere Gewölbehöhe 23 Meter.

## Ausstattung

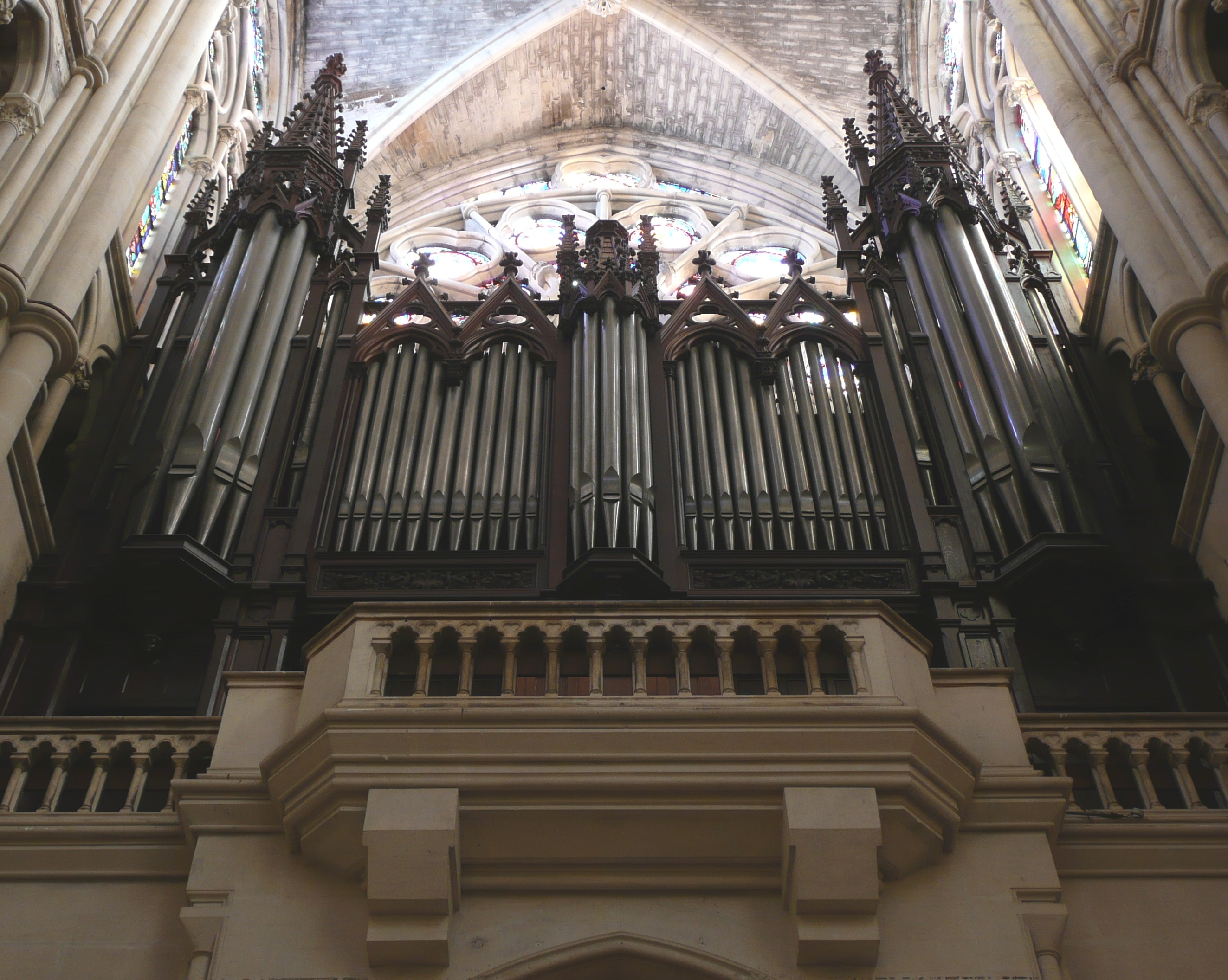
St-Vincent-de-Paul (Marseille)

Die Kirchenfenster mit einer Gesamtfläche von 1270 Quadratmetern stammen von Édouard Didron. 1948 wurde die Merklin-Orgel von 1888 durch eine neue Chororgel ergänzt. Beide Orgeln wurden 2009 restauriert.